# Iglesia de Santa Catalina (Tirteafuera)
La iglesia de Santa Catalina es un inmueble de la localidad española de Tirteafuera, en la provincia de Ciudad Real. Cuenta con el estatus de bien de interés cultural.

## Descripción
El edificio, ubicado en la localidad de Tirteafuera, perteneciente al municipio de Almodóvar del Campo, se encuentra bajo la advocación de Santa Catalina. Cuenta con un artesonado mudéjar que se ha datado en el siglo XV. La iglesia aparece mencionada en el decimocuarto volumen del Diccionario geográfico-estadístico-histórico de España y sus posesiones de Ultramar de Pascual Madoz, en la entrada correspondiente a Tirteafuera, de la siguiente manera:

una igl. (Sta. Catalina), aneja á la parr. de Almodovar, servida por un teniente de fija residencia
(Madoz, 1849, p. 765)

El inmueble fue declarado bien de interés cultural, con la categoría de monumento, el 8 de octubre de 1991, mediante un decreto publicado el día 30 de ese mismo mes en el Diario Oficial de Castilla-La Mancha.